# EA-2054
EA-2054（化学式：C73H81B2N2O5P）是一种剧毒有机磷神經性毒劑，是一种非常强效的乙酰胆碱酯酶抑制剂，能抵抗阿托品的解毒。